# Электролечение

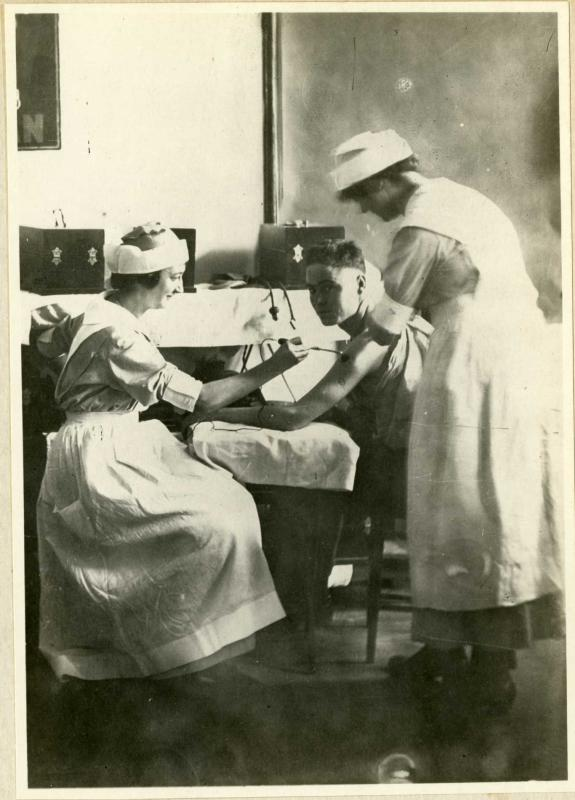
Прерывистый гальванизм, используется для улучшения регенерации дельтовидной мышцы
(Первая половина XX века)

Электролечение или электротерапия — лечение при помощи воздействия на пациента электрического тока или электромагнитного поля, наиболее широко применяемая разновидность физиотерапии.
Поскольку многие физиологические процессы (например передача нервных импульсов, перенос веществ через клеточную мембрану) связаны с появлением разности потенциалов или электрического тока, электромагнитное поле и электрический ток могут оказывать, в зависимости от их силы и частоты, разнообразное влияние на состояние отдельных органов и организма в целом.

## История
Есть сведения, что ещё в глубокой древности люди пользовались электрическим действием янтаря и разрядами электрических рыб для лечения параличей, нервных и ревматических болей.
Во второй половине XVIII века, после изобретения лейденской банки, а потом гальванического элемента, началось широкое применение электричества в медицине.
Поскольку теория электромагнитных явлений ещё не была тогда разработана, электролечение применялось эмпирически. В дальнейшем, на протяжении XIX века, развитие и усовершенствование методов электротерапии шло параллельно с изучением законов электромагнетизма и электрофизиологии.
В России лечением электричеством занимался А. Т. Болотов. Так, в 1792 году «Число разов работания её (электрической машины - прим.) простиралось до 2,852, а число вылеченных до 670 вылечек; и она творила истинные чудеса». Кроме прочих, Болотов лечил электричеством и генерал-губернатора Калужского и Тульского наместничеств Е. П. Кашкина.
После того, как С. Ледюк открыл, что некоторые вещества проникают под действием электрического тока через неповрежденную кожу, был предложен электрофорез — введение в организм лекарств при помощи этого явления.
Основы современных методик использования постоянного и переменного низкочастотного токов были разработаны в 1835—1855 годах Г. Дюшеном, которого иногда называют «отцом электротерапии».
Первую «электрическо-гальваническую» лечебницу открыл в России в 1866 году доктор Николай Гаврилович Яковлев; сначала она функционировала в городе Астрахани, а затем он перевёл её в Нижний Новгород. Ранняя смерть Н. Г. Яковлева помешала осуществиться многим его революционным для того времени идеям.
После изобретения Н. Теслой в 1891 году высокочастотного трансформатора Ж.-А. д’Арсонваль предложил метод электролечения, названный впоследствии дарсонвализацией.
В 1905 году Р. Цейнек (R. Zeyneck) и Ф. Нагельшмидт (F. Nagelschmidt) разработали метод диатермии — воздействия на организм высокочастотным током низкого напряжения и большой силы.

## Разновидности
К электротерапии относятся:
- Франклинизация — воздействие электрических разрядов и статического электрического поля высокой напряженности[10].

- Воздействие постоянным электрическим током:
  - Гальванизация — применение постоянного тока невысокого напряжения (30—80 В) и небольшой силы[10].
  - Электрофорез.

- Воздействие переменным током низкой частоты:
  - Электростимуляция,
  - Электросон,
  - Электроанестезия.

- Воздействие током высокой частоты:
  - Дарсонвализация (местная) — воздействие на отдельные участки тела импульсным током высокой частоты (100—500 кГц).
  - Диатермия — воздействие на организм током высокой частоты, низкого напряжения и большой силы (до 3 А).

- Воздействие высокочастотным электромагнитным полем, в частности:
  - УВЧ-терапия — с частотой от 30 до 300 МГц.
  - Микроволновая терапия — с частотой от 300 до 300 000 МГц.
  - Индуктотермия — воздействие переменным высокочастотным магнитным полем, имеющим в основном тепловое действие, в том числе индуктопирексия — повышение таким образом температуры тела пациента до 39° и выше с лечебной целью.
  - Индуктотерапия, или общая дарсонвализация — воздействие слабым импульсным электромагнитным полем высокой частоты.

- Магнитотерапия — воздействие переменным магнитным полем.

Некоторые из этих методов признаны в настоящее время неэффективными и более не используются.